# Sajó Sándor (igazgató)
Sajó Sándor, Schäffer (Gyalán, 1856. március 12. – Budapest, Józsefváros, 1920. június 8.) elemi iskolai igazgató.

## Élete
Apja Sajó (Schäffer) János kántortanító volt, anyja Poner (Pohner) Anna. Iskolai tanulását Törökkoppányban kezdte és Szorosadon folytatta, ahol németül is megtanult. 1870. május 1-jén Nagykikindán a IV. elemi osztályba lépett, ahol Steinbach Antal tanító (később tanfelügyelő) magához vette a fiút és tanította, így jutott az ottani magánreáliskolába, később Temesvárra, ahol elvégezvén az állami reáliskola alsó osztályait, innét az aradi tanítóképzőbe jutott, melynek elvégeztével 1877. szeptember végén Csősztelekre (Torontál megye) került tanítónak, ahol a tisztán német község iskolájában már a második évben magyarul tanított. 1879-ben Budapesten megszerezte a tornatanári képesítést; azután belépett a polgári iskolai tanárképző nyelv- és történettudományi szakcsoportjába. 1880-ban a székesfőváros tanácsa rendes tanítóul alkalmazta. 1897. végén Schäffer családi nevét Sajóra változtatta. A népnevelők budapesti egyesületében kezdetben mint jegyző, később könyvtárnok, majd alelnök lett, míg 1897. január 1-től az egyesület kiadásában megjelenő Népnevelők Lapja szerkesztőjévé választották és azt 1897-ben és 1898-ban szerkesztette. A Szent István Társulat tankönyvbíráló bizottságának is tagja. 1901-ben a székesfőváros tanácsa iskolai igazgatóvá léptette elő és a III. kerületi vörösvári-úti községi elemi iskola vezetésével bízta meg; ahol társadalmi segítséggel napközi gyermekotthont tartott fenn és 250-300 kellő gondozást nélkülöző gyermek részesült meleg ebéd jótéteményében. 1907. október 23-án Budapesten házasságot kötött Michl Rozina (Michel Rózsa) magánzónővel, Michel Ernő és Rauchlandner Terézia lányával. Halálát érelmeszesedés okozta.
Irodalmi munkálkodását a Komlóssy Ferenc szerkesztésében megjelent Népnevelő c. tanügyi folyóiratban kezdte, írt ezenkívül a Népnevelők Lapjába, a Néptanítók Lapjába és a Kisdednevelésbe, többnyire tanügytársadalmi kérdéseket fejtegetve. Ő adta ki a Néptanítók Lapjában az első felhivást egy tanítói árvaház létesítése érdekében; a Népnevelők Lapjában pedig «Nyílt levél Sennyei Ferenczhez» c. a magyar tanítók otthona alapítása ügyében, melynek létrejöttekor kartársai annak egyik igazgatójává választották.

## Munkája
- Adatok a dohány-utczai elemi és iparostanuló iskola történetéhez. 1880-1901. Bpest, 1901.

## Álnevei
Bülei, Sólyom és Juhász.